# Дели Марко
Дели-Марко (умро 1619), познат и као Марко Сегединац, је био српски хајдук и војсковођа у аустријској служби. Истакао се током Дугог рата. 

## Биографија
Дели Марко се у изворима први пут јавља после 1590. године, као командант чете Срба у служби трансилванијског кнеза Жигмунда Баторија. Баторијева војска која се кретала из Темишвара укључивала је и бројне друге познате Србе, попут Ђорђа Раца и Саве Темишварца. У трансилванијској армији борио се и Старина Новак. Међутим, он је предводио и самосталне нападе јужно од Дунава, на просторе данашње Србије и Бугарске. Са својим одредима продирао је дубоко до Пловдива и Хадријанопоља. Дели Маркови одважни продори на османску територију разбеснели су Порту. Он је нападао караване и бродове, па чак и преко планине Балкан, на реци Марици. Српски команданти углавном су деловали ван Трансилваније, уз подршку цара. О њима је водило рачуна Ратно веће у Бечу. Дели Марко је 1605. године, заједно са Савом Темишварцем напустио Трансилванију и прешао у западну Угарску. Дуги рат завршен је следеће године потписивањем мира у Житватороку. Када су отпочели сукоби између Рудолфа II и Матије, Дели Марко, Ђорђе Рац и Сава Темишварац подржали су Матију. Три српска команданта предводили су српске снаге у нападу на Рудолфа. Дели Марко се удружио са снагама италијанског генерала Ђорђа Басте. Прешао је 1616. године у Трансилванију. 